# トライセップス・プレスダウン

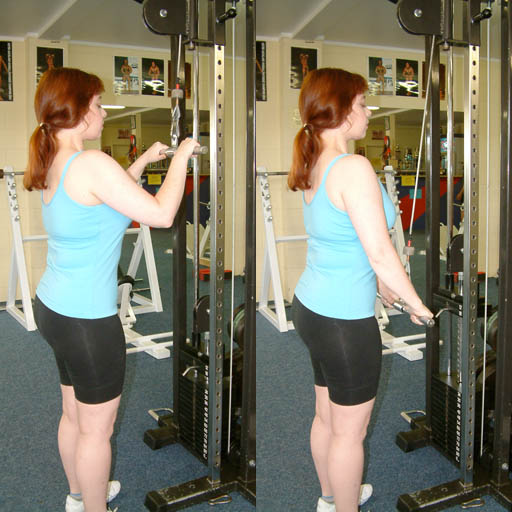
ハイプーリーを利用したトライセップス・プレスダウン

トライセップス・プレスダウン (triceps press down) は、ウエイトトレーニングの種目の1つ。握らずに上から手のひらを押さえるようにアタッチメントに手をかけるオーバーグリップで行うと、上腕三頭筋の内側頭と外側頭を主に鍛えることができる。また、手のひらをグリップの下に向けて握るアンダーグリップで行うと、上腕三頭筋の長頭を主に鍛えることができる。コントラクト種目なので、ピーク・コントラクション法が有効である。
ウエイトを下すとき、体がウエイトによって引っ張り上げられないように体にプレートをぶら下げるやり方もある。

## 具体的動作

### オーバーグリップ・トライセップス・プレスダウン
1. ラットマシンまたはハイプーリーにトライセップスバーやカールバーやストレートバーやロープバーをセットする。
2. ハンドルを肩幅より狭くオーバーグリップのサムレスグリップで持ち、上体をやや前傾させ、ハンドルを引き、上腕が上体と並行になるようにする。
3. 肘を動かさないようにして、息を吐きながら腕を伸ばしてハンドルを下げていく。
4. 脚の付け根あたりまでハンドルを下げ、上腕三頭筋が十分に収縮するのを感じ取ったら、息を吸いながら元の姿勢に戻る。
5. 3~4を繰り返す。

### アンダーグリップ・トライセップス・プレスダウン
1. ラットマシンまたはハイプーリーにトライセップスバーやカールバーやストレートバーをセットする。
2. ハンドルをアンダーグリップ(リバースグリップ)で持ち、上体をやや前傾させ、ハンドルを引き、上体と並行になるようにする。
3. 肘を動かさないようにして、息を吐きながら腕を伸ばしてハンドルを下げていく。
4. 脚の付け根あたりまでハンドルを下げ、上腕三頭筋が十分に収縮するのを感じ取ったら、息を吸いながら元の姿勢に戻る。
5. 3~4を繰り返す。

### アンダーグリップ・ワンハンド・トライセップス・プレスダウン
1. ラットマシンまたはハイプーリーにワンハンドルバーをセットする。
2. マシンの前に約45度の角度をつけて立ち、マシンから遠い方の手でハンドルをアンダーグリップ(リバースグリップ)で持ち、上体をやや前傾させ、ハンドルを引き、上腕が上体と並行になるようにする。
3. 肘を動かさないようにして、息を吐きながら腕を伸ばしてハンドルを下げていく。
4. 脚の付け根あたりまでハンドルを下げ、上腕三頭筋が十分に収縮するのを感じ取ったら、息を吸いながら元の姿勢に戻る。
5. 3~4を繰り返す。反対側も同様に行う。